# Kōetsu Hon’ami
Kōetsu Hon’ami (jap. 本阿弥光悦 Hon’ami Kōetsu; ur. 1558 w Kioto, zm. 27 lutego 1637 tamże) – japoński artysta wczesnego okresu Edo. Uważany za jednego z pierwszych mistrzów malarskiej szkoły Rinpa.

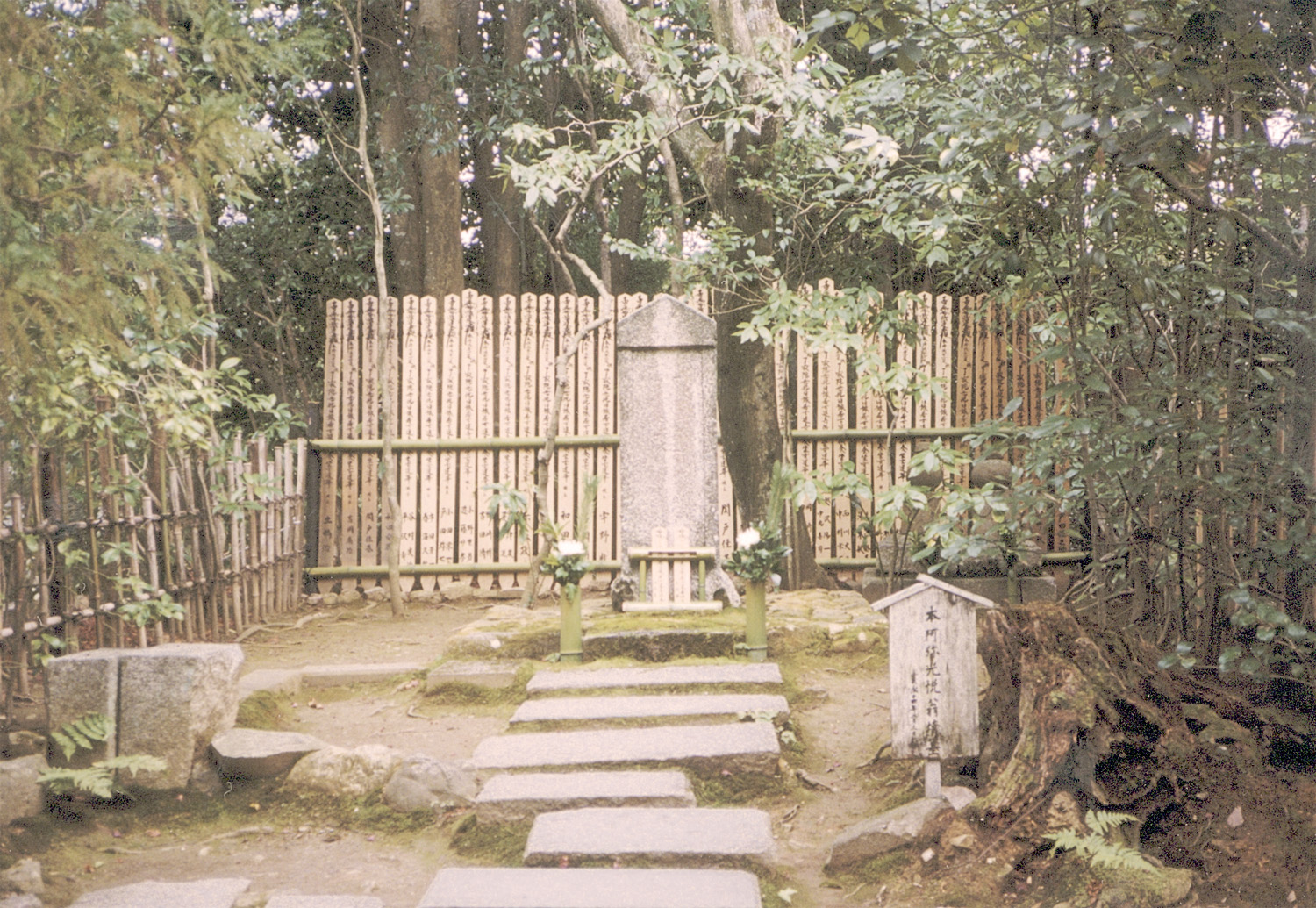
Grób Kōetsu Hon’amiego

Syn wytwórcy mieczy. Otrzymał staranne, wszechstronne wykształcenie. Zajmował się malarstwem, kaligrafią, poezją, projektowaniem ogrodów, produkcją wyrobów z ceramiki i laki oraz tworzeniem masek dla aktorów teatru nō. Był także mistrzem ceremonii herbaty (jego nauczycielem był Furuta Oribe). Wytwarzane przez siebie przedmioty użytkowe zdobił metodą maki-e. Zaliczany jest do grona trzech wielkich mistrzów epoki Kan’ei.
W 1615 roku otrzymał od sioguna Ieyasu Tokugawy ziemię w Takamine pod Kioto. Wybudował tam posiadłość nazwaną Taikyo-an, wokół której skupiło się później grono artystów.

## Galeria

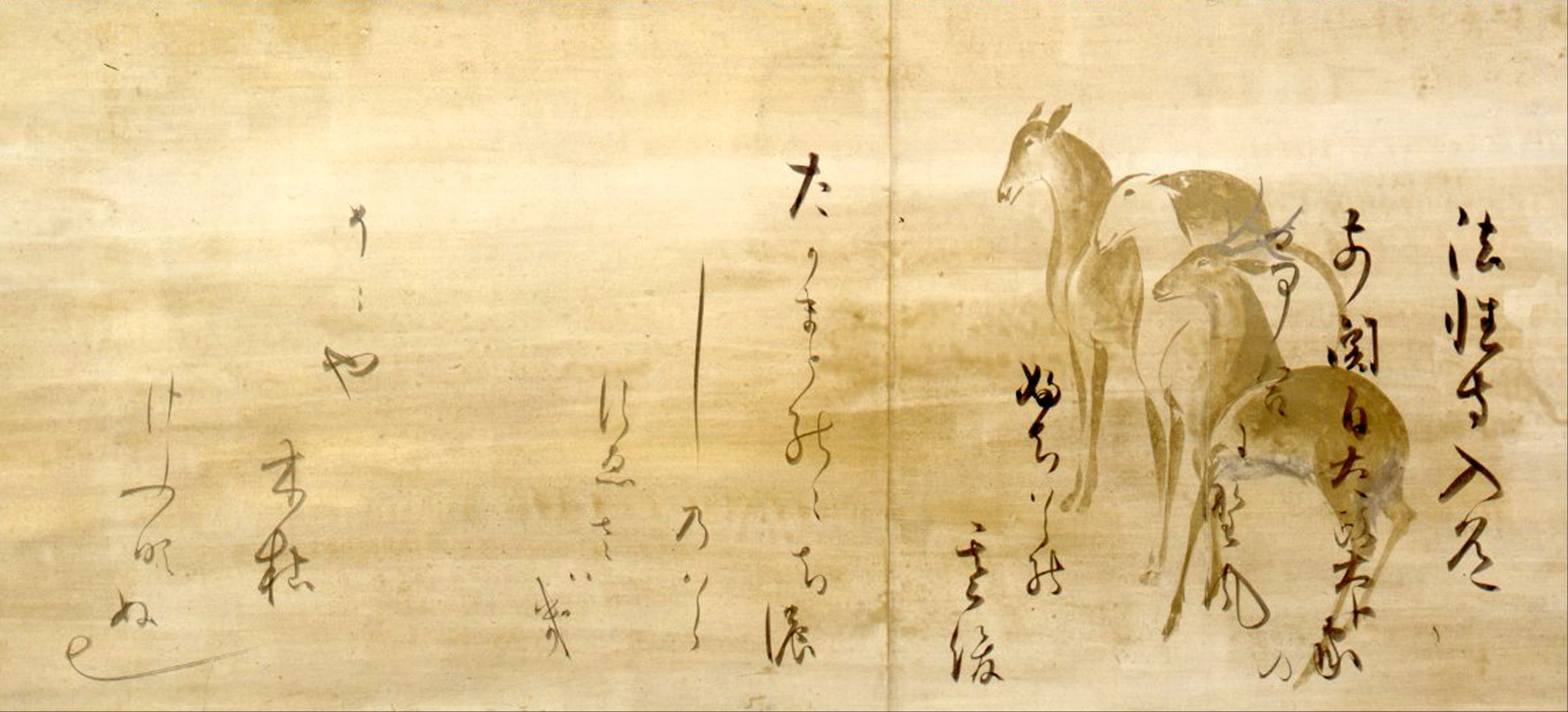
Kaligrafia Hon’amiego
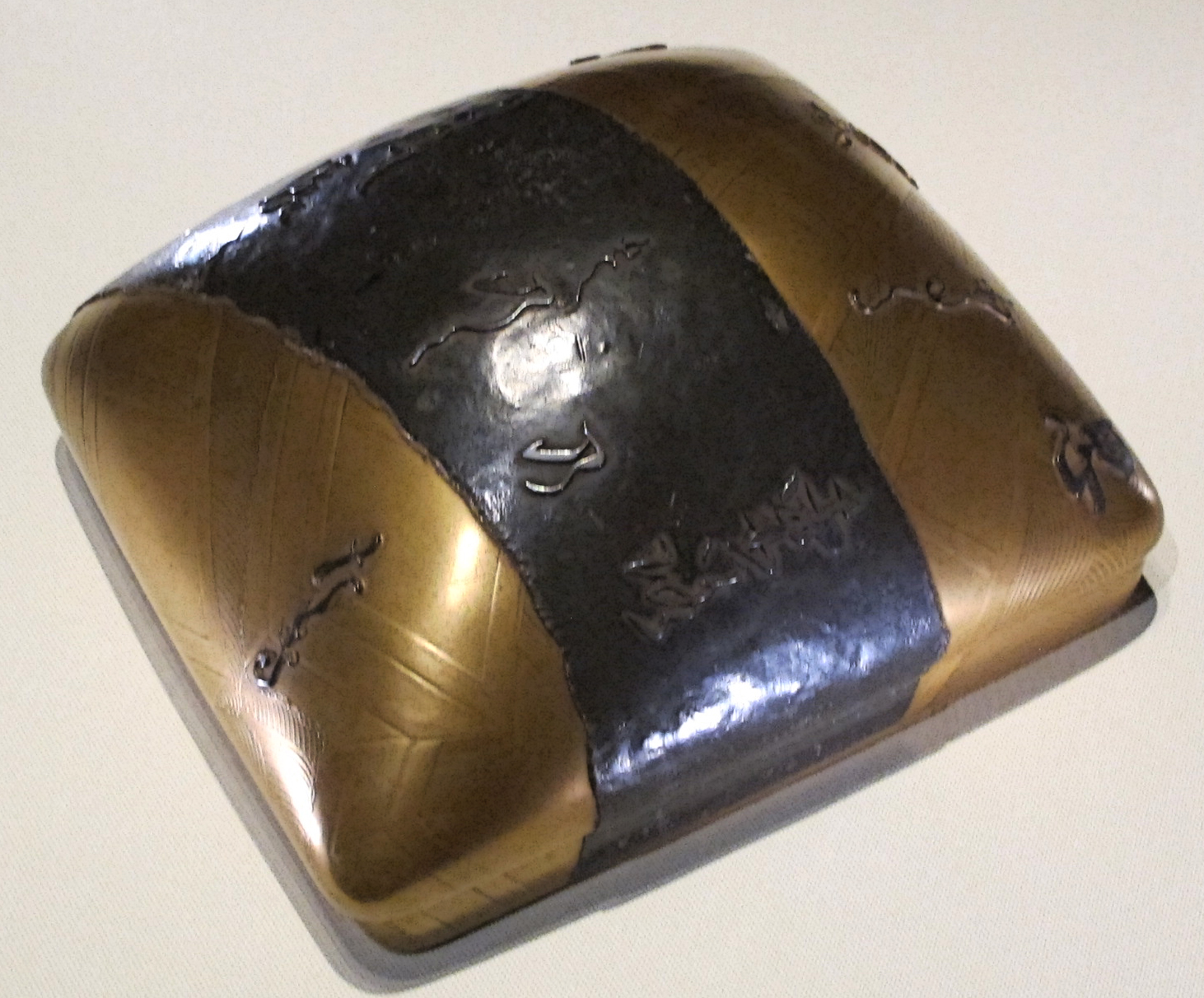
Puzderko z laki
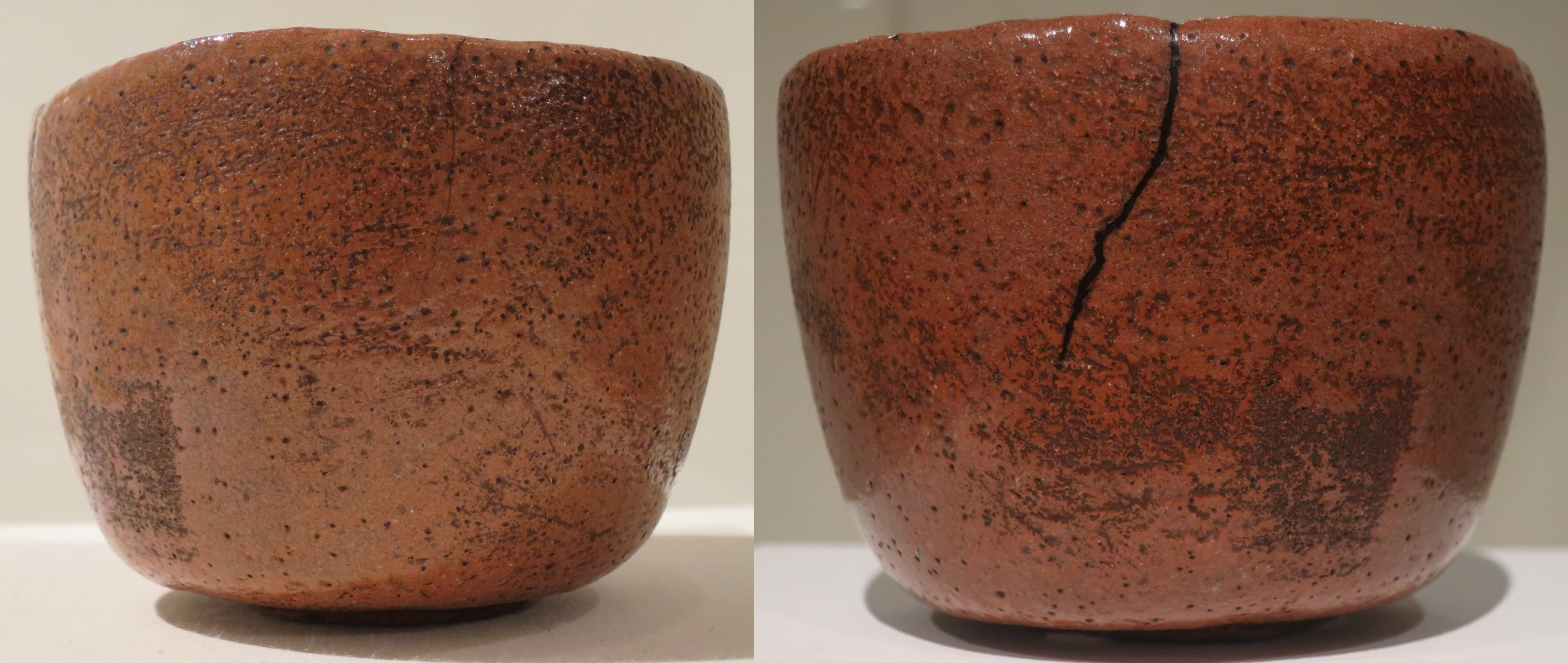
Czarka (chawan) na herbatę